# زلزال نفتكورسك 1995
زلزال نفتكورسك 1995 هو زلزالٌ وقعَ في رايون أوخنسكي ‏ في روسيا بتاريخ 27 مايو 1995. وبلغت شدتهُ 7.6 على مقياس ريختر.